# 中国施設設計
中国施設設計株式会社（ちゅうごくしせつせっけい、英: CHUGOKU SHISETSU SEKKEI Co.,LTD.）は、広島県広島市東区に本社を置く建設コンサルタント会社。

## 主な事業所
- 本社 - 広島市東区上大須賀町1番1号
- 岡山支店 - 岡山市北区東島田1丁目8番10号2F
- 山口支店 - 山口市小郡大江町3番41号

## 沿革
- 1961年（昭和36年）6月2日 - 中国施設設計株式会社設立。
- 1962年（昭和37年）9月3日 - 測量業者登録。
- 1976年（昭和51年）9月10日 - 建設コンサルタント登録。
- 1977年（昭和52年）9月10日 - 地質業者登録。
- 1982年（昭和57年）4月1日 - 本社を広島市東区上大須賀町1番1号に移転。

## 登録部門
建設コンサルタント業
- 登録番号  建(21)-2310[2]
- 鋼構造及びコンクリート部門。
- 鉄道部門。
- 測量業　(13)-145[3]
- 地質調査業者登録　質21-1339　[4]